# Bobby Pulido
José Roberto Pulido Jr. (Edinburg, Texas, 25 de abril de 1971) más conocido como Bobby Pulido, es un cantautor, guitarrista y actor estadounidense reconocido principalmente por haber introducido el tex-mex dentro del público joven. Se dio a conocer en 1995, obteniendo popularidad sobre todo en el norte de México y en los estados fronterizos de los Estados Unidos.

## Biografía
Bobby Pulido nació en Edinburg, Texas. Es hijo del cantante de tex-mex, Roberto Pulido. Desde muy pequeño mostró su amor por la música. Sacó a la venta temas en distintos géneros, tanto en inglés como en español, dándose a conocer en otros países de Latinoamérica. Ha obtenido varios premios en su país natal Estados Unidos así como en México. Un locutor de radio, debido a la portada de su segundo disco  le denominó  "Golden Boy",  "El Chico de Oro". Bobby Pulido con el paso del tiempo ha mostrado un gran cariño que siente por México ya que varias giras y presentaciones han sido ahí, inclusive tiene como ídolo al maestro cantautor mexicano Marco Antonio Solís. Bobby ha hecho parte de su vida allá.

## Videografía
- No Se Por Que (1995)
- Desvelado (1995)
- Te Voy a Amar (1995)
- Enséñame (1996)
- Llegaste a Mi Vida (1997)
- En Vivo: Desde Monterrey (1998)
- El Cazador (1999)
- Zona de Peligro (2000)
- Siempre Pensando En Ti (2001)
- Bobby (2002)
- Móntame (2003)
- Vive (2005)
- Enfermo (2007)
- Días de Ayer (2010)
- Lo Mío (2012)
- Que Pobres Tan Ricos (2013)
- Hoy (2016)

## Discografía
- Desvelado (1995)
- Enseñame (1996)
- Llegaste a Mi Vida (1997)
- En Vivo desde Monterrey (1998)
- El Cazador (1999)
- Zona de Peligro (2000)
- Siempre Pensando En Ti (2001)
- Bobby (2002)
- Montame (2003)
- Vive (2005)
- Enfermo de Amor (2007)
- Días De Ayer (2010)
- Lo Mío (2013)
- En la Feria de Cepillín (2016)
- Para Que Baile Mi Pueblo (2022)
- Gente del M (2024)

## Sencillos
- Desvelado; Ana Cristina Pagán ft. Bobby Pulido
- Separarnos; Caloncho ft. Bobby Pulido 2022
- Ya no te amo; Invasores de Nuevo León ft. Bobby Pulido
- Otra como Tú; Los Socios del Ritmo ft. Bobby Pulido
- La Rosa/Flecha envenenada; El Plan ft. Bobby Pulido
- LLorame
- La Pregunta del Millón
- Tus Besos; Agrupación Cariño ft. Bobby Pulido
- Nada de nada; Los Rojos ft. Bobby Pulido

## Filmografía
- Mira Quién Baila (Univision, Temporada 3) (2012)
- Qué pobres tan ricos (Televisa) (2014)
- Fuego en la sangre (Televisa) (2008)
- Las Buchonas (Unicable) (2018)